# Августовка (река)
Августовка — река на западе острова Сахалин. Впадает в Татарский пролив, протекает по территории Углегорского муниципального района Сахалинской области.
Длина реки — 32 км. Площадь водосборного бассейна составляет 291 км². Общее направление течения с востока на запад. В устье расположено село Бошняково.

## Данные водного реестра
По данным государственного водного реестра России относится к Амурскому бассейновому округу.
Код объекта в государственном водном реестре — 20050000212118300008360.